# Scorpaenodes kelloggi
Scorpaenodes kelloggi és una espècie de peix pertanyent a la família dels escorpènids.

## Descripció
- Fa 5 cm de llargària màxima.
- Té glàndules verinoses.[6][7]

## Hàbitat
És un peix marí, associat als esculls de corall i de clima tropical (30°N-25°S) que viu entre 6-24 m de fondària.

## Distribució geogràfica
Es troba des de l'Àfrica oriental fins a les illes Hawaii, les illes de la Línia, les illes de la Societat, Taiwan, el nord d'Austràlia i la Micronèsia.

## Costums
És bentònic.

## Observacions
És verinós per als humans.